# The Perfect Rat
The Perfect Rat is een Amerikaans semi-instrumentale band met punk- en jazz-invloeden. De band maakt deel uit van de Palm Desert Scene.

## Biografie
The Perfect Rat begon in 2000 te jammen. Improvisatie was de overeenkomst die de bandleden hadden. De band bestond toen uit de drie leden Gary Arce, Greg Ginn (Black Flag, Gone) en Bill Stinson (Ten East, Fastgato, CD6). Het resultaat na de jamsessies waren enkele concepten voor nummers. The Perfect Rat kwam in 2005 weer bij elkaar nadat Gary Arce (Yawning Man, Ten East, The Sort of Quartet) een opnamesessie organiseerde. De bandnaam werd officieel 'The Perfect Rat'. Tijdens het mixen van het album Endangered Languages versterkte Mario Lalli (Fatso Jetson, Orquesta del Desierto, Ten East) de band als gitarist. Arce en Lalli speelde eerder samen in de band Yawning Man en Sort of Quartet en hebben meerdere muziekprojecten waarin ze samen spelen.
Drummer Bill Stinson zei hier het volgende over: The Perfect Rat is ontstaan ergens in 2000-2001 toen Gary, Greg en ik samen jamsessies hielden. We hadden geen idee waar we met de muziek heen wilden. We hadden enkel een gitaar, basgitaar en een drumstel. Het project kwam enkele jaren weer bij elkaar en veranderde naarmate er meer muzikanten bij betrokken raakte. Er kwam meer structuur en melodie in de nummers. Jack Brewer (Saccharine Trust) voegde zang toe, Mario Lalli speelde gitaar, en Tony Atherton (Bazooka, The Mentones) namen de saxofoon voor zijn rekening tijdens de opnames van het album. Het eerste album Endangered Languages werd opgenomen in een groot warenhuis. De opnames bestonden uit kleine- en langere stukken, die over het algemeen geïmproviseerd waren.

## Discografie
- 2007 - Endangered Languages